# Ramires
Ramires is een plaats (freguesia) in de Portugese gemeente Cinfães en telt 138 inwoners (2001).